# Hainburger Walzmühle

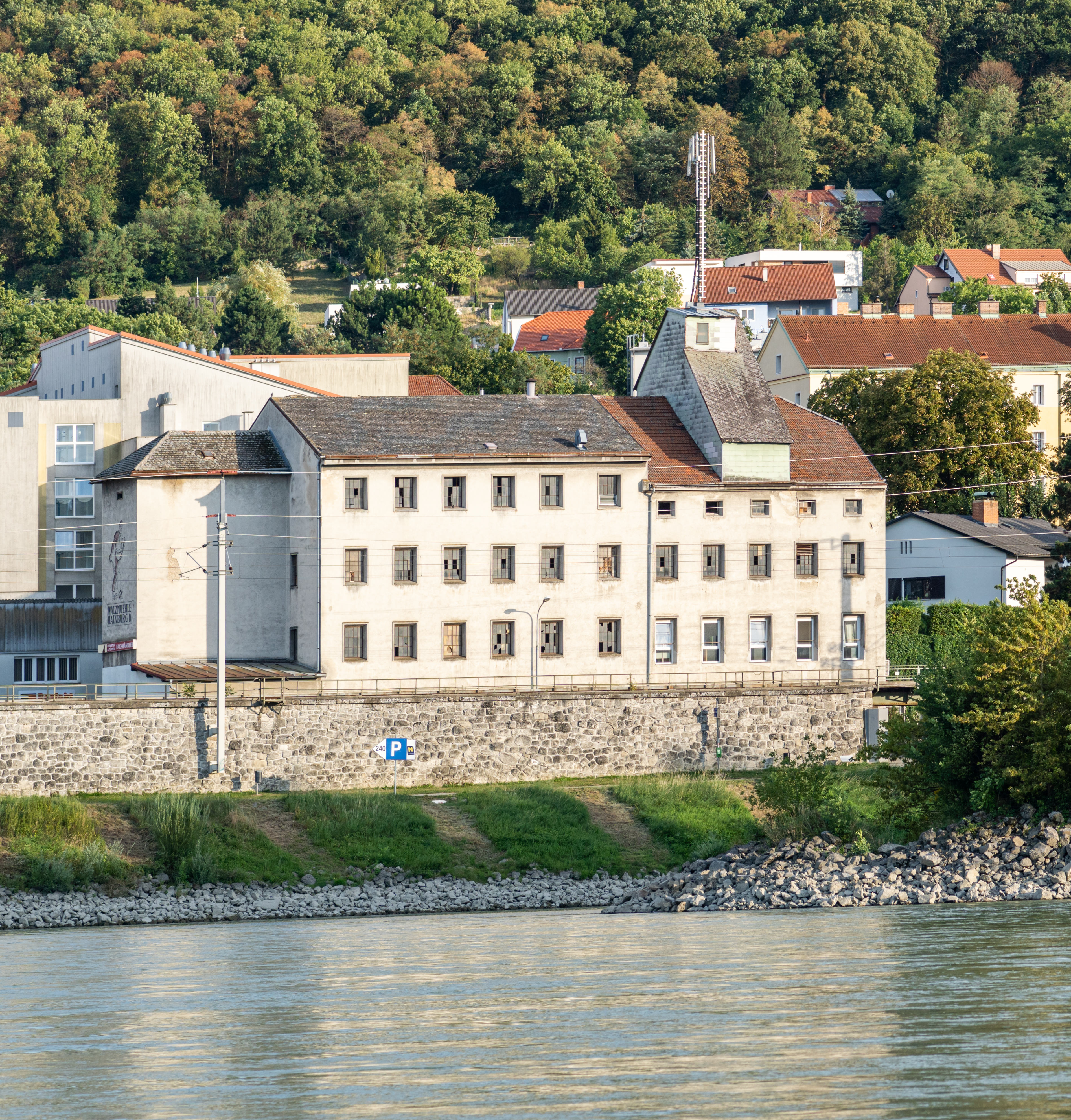
Hainburger Walzmühle an der Donaulände

Die Hainburger Walzmühle ist eine ehemalige Kunstmühle in Hainburg an der Donau.

## Geschichte
Lange Zeit nutzten die Hainburger Müller die Kraft der Donau und mahlten das Getreide in Schiffmühlen, die längs der Häuserfront an der Donaulände vertäut waren. Die letzte Schiffmühle zerschellte bei einem Schiffsunglück im Jahr 1828, als ein Schleppschiff der DDSG vom Kurs abkam und die Mühle ins Ufer drückte.
Bereits in den 1900er Jahren verständigten sich die Müller Steger, Mayer und Glück darauf, an der Donaulände eine Walzmühle mit Dampfantrieb zu errichten. Die Mühle wurde um 1910 in Betrieb genommen und bestand neben dem Haupthaus aus einem Maschinentrakt samt Kohlenbunker und einem Getreidelager. Im Juli 1946 zerstörte ein Feuer, das im Dachbereich ausbrach und bis in den ersten Stock herunter brannte, die Mühle. Sogar die Wiener Berufsfeuerwehr beteiligte sich mit vier Fahrzeugen an den Löscharbeiten. Immerhin konnte ein Großteil der Mahlprodukte aus dem Lager gebracht und damit gerettet werden. Die Mühle wurde neu aufgebaut und nahm im März 1948 wieder den Betrieb auf. Den viergeschoßigen Bau mit Krüppelwalmdach ziert das Motiv eines Sämanns und darunter prangt die Aufschrift „Walzmuehle Hainburg D.“ (das D steht für Donau). Nach der Stilllegung diente sie noch einige Zeit als Getreidelager.